# Fabián Bielinsky
Fabián Mario Bielinsky (Buenos Aires, 3 de febrero de 1959-São Paulo, 28 de junio de 2006) fue un director de cine argentino. Dirigió tan solo dos largometrajes: Nueve reinas (2000) y El aura (2005), que le bastaron para ganarse fama como cineasta preciso, clásico y muy efectivo.[cita requerida] Rechazó reiteradamente la oferta de hacer una nueva versión de Nueve reinas para el mercado estadounidense. Falleció tempranamente, de un infarto mientras dormía en São Paulo, donde había viajado para realizar una selección de reparto para un anuncio.

## Biografía

### Carrera artística
Bielinsky comenzó su actividad en cine en 1972, cuando se incorporó al grupo de cine del Colegio Nacional de Buenos Aires; con ellos rodaría su primer cortometraje, una adaptación realizada en Súper 8 del cuento Continuidad de los parques de Julio Cortázar. Acabada su educación secundaria, cursó estudios superiores en la Escuela Nacional de Experimentación y Realización Cinematográfica (ENERC) de Buenos Aires (en esa época llamada CERC). Los concluiría en 1983, presentando como obra de grado otra adaptación, esta vez de La espera, de Jorge Luis Borges. La pulida factura del cortometraje, protagonizado por Héctor Bidonde y Guillermo Battaglia, indujo a su director, el célebre crítico Roland, a proponerle enviar una copia al festival de Cannes. Aunque no llegó a concursar allí, ganaría el primer premio del Festival de Huesca y se exhibiría repetidamente en numerosos festivales.

### Publicidad y televisión
En los años siguientes no proseguiría su carrera como realizador de ficción; compaginó una nutrida carrera en publicidad con la asistencia de dirección, trabajando junto a Miguel Pérez (La República perdida II, 1986), Carlos Sorín (La eterna sonrisa de New Jersey, 1989), Marco Bechis (Alambrado, 1991), Eliseo Subiela (No te mueras sin decirme a dónde vas, 1995), Mario Levin (Sotto voce, 1996), Daniel Barone (Cohen vs. Rosi, 1998), y Alejandro Azzano (El secreto de los Andes, 1999). También escribió el guion de la película de 1998 La sonámbula, recuerdos del futuro, que dirigiría Fernando Spiner.

### Cine
En el 1999 finalmente obtuvo financiación para un guion que acariciaba hacía tiempo al ganar un concurso. La obra, que se estrenaría en agosto del 2000 con el título de Nueve reinas, desarrollaba un relato policial ambientado en el submundo de los estafadores profesionales, desplegando sucesivas vueltas de tuerca en un estilo reminiscente quizás del de David Mamet,[cita requerida] pero muy diferente al del cine argentino precedente o contemporáneo.[cita requerida] Los enredos y cruces entre estafadores sedujeron a los jurados de numerosos festivales; la película cosechó premios en Portland, Oslo, Lérida, Lima, Porto, Cognac, Río de Janeiro, Bogotá, Biarritz y los British Independent Film Awards, además de siete Cóndor de Plata de la Asociación Argentina de Críticos Cinematográficos, y tanto Bielinsky como Ricardo Darín, en el papel protagónico, fueron calurosamente aplaudidos por la crítica convirtiéndose en una película de culto. Varias productoras de Hollywood, entre ellas Sony, Fox y Universal le ofrecieron rehacerla en inglés, a lo que se negó, aduciendo que no querría que las dos primeras películas que haga fueran la misma; es como no avanzar. Finalmente vendió el guion a Warner Bros., que con producción de Steven Soderbergh la realizó en 2004 como  Criminal, protagonizada por John C. Reilly y Diego Luna. 
Para ese entonces, ya tenía guion para su segundo largometraje, también protagonizado por Darín. El aura se rodó en 2004; el guion, más ajustado que el precedente, desarrollaba los temas clásicos del film noir siguiendo a un taxidermista con gran memoria espacial, pleno de obsesiones morbosas. Sin el humor y la ironía de Nueve reinas, no contó con el éxito de taquilla de su predecesora, pero fascinó a los críticos; el famoso Jonathan Holland escribió una reseña plena de elogios para Variety, y finalmente obtuvo seis Cóndor de Plata. Los recogió el 26 de junio de 2006, justo antes de viajar a Brasil para rodar un spot publicitario.

### Muerte
Falleció de un infarto mientras dormía, a los 47 años de edad. Bielinsky falleció "de un infarto agudo de miocardio", según informó su amigo Octavio Nadal. Elegido por la familia como vocero para descartar otras versiones que circularon el día de su muerte. Nadal declaró a una radio que Bielinsky falleció de un "infarto agudo de miocardio" en un hotel de la ciudad brasileña de São Paulo, y aclaró que el realizador sufría problemas de hipertensión. Su última película fue El aura, también protagonizada por Ricardo Darín.

### Homenajes
En 2011 obtuvo el Premio Konex Post Mortem como uno de los 5 mejores directores de cine de la década en Argentina.

### Colaboradores recurrentes
| Actores         | Nueve reinas (2000) | El aura (2005) |
| --------------- | ------------------- | -------------- |
| Ricardo Darín   | ✘                   | ✘              |
| Alejandro Awada | ✘                   | ✘              |
| Claudio Rissi   | ✘                   | ✘              |

## Filmografía
| Cine | Cine                                | Cine                  | Cine                                    | Cine |
| Año  | Película                            | Rol                   | Notas                                   |      |
| ---- | ----------------------------------- | --------------------- | --------------------------------------- | ---- |
| 1980 | El péndulo                          | Director              | Cortometraje                            |      |
| 1983 | La espera                           | Director              | Cortometraje                            |      |
| 1986 | La República perdida II             | Asistente de director | Documental                              |      |
| 1989 | Eversmile, New Jersey               | Asistente de director |                                         |      |
| 1990 | Alambrado                           | Asistente de director |                                         |      |
| 1995 | No te mueras sin decirme adónde vas | Asistente de director |                                         |      |
| 1996 | Sotto voce                          | Asistente de director |                                         |      |
| 1998 | Cohen vs. Rosi                      | Asistente de director |                                         |      |
| 1998 | La sonámbula, recuerdos del futuro  | Guionista             |                                         |      |
| 1999 | El secreto de los Andes             | Asistente de director |                                         |      |
| 2000 | Nueve reinas                        | Director y guionista  |                                         |      |
| 2004 | Criminal                            | Basada en su historia | Versión estadounidense de Nueve reinas. |      |
| 2005 | El aura                             | Director y guionista  |                                         |      |

## Premios y nominaciones

### Premios Cóndor de Plata
| Año  | Categoría            | Película     | Resultado | Ref.  |
| ---- | -------------------- | ------------ | --------- | ----- |
| 2001 | Mejor película       | Nueve reinas | Ganador   | [ 4 ] |
| 2001 | Mejor ópera prima    | Nueve reinas | Nominado  | [ 5 ] |
| 2001 | Mejor director       | Nueve reinas | Ganador   | [ 4 ] |
| 2001 | Mejor guion original | Nueve reinas | Ganador   | [ 4 ] |
| 2006 | Mejor película       | El aura      | Ganador   | [ 6 ] |
| 2006 | Mejor director       | El aura      | Ganador   | [ 6 ] |
| 2006 | Mejor guion original | El aura      | Ganador   | [ 6 ] |